# دایره یلیمانه
دایره یلیمانه (به لاتین: Yélimané Cercle) یک منطقهٔ مسکونی در مالی است که در استان کایس واقع شده‌است. دایره یلیمانه ۵٬۷۰۰ کیلومتر مربع مساحت و ۱۷۸٬۴۴۲ نفر جمعیت دارد.

## خواهرخوانده
شهر مونتروی، سن-سن-دنی خواهرخواندهٔ دایره یلیمانه هست.